# 鉄石城五郎
鉄石 城五郎（てついし じょうごろう、? - 文政13年5月25日 (旧暦)(1830年7月15日)）は、江戸時代の大相撲の第96代大関。讃岐国(香川県)高松出身。所属部屋は不明。
江戸相撲に入る以前は、荒灘→岩根山→岬野の四股名で上方で取っていた。幸若という四股名を名乗っていた時期があったという説もある。文化10年(1813年)冬場所(11月)、鉄石と改名して西大関として江戸相撲に入ったが、その場所は3勝5敗1預1休の負け越し。次の文化11年(1814年)春場所(4月)は東前頭4枚目まで下がり、又も4勝5敗1休の負け越しで大坂相撲へと移った。大相撲史上最後の看板大関である。
江戸相撲では、大関在位は1場所しかなく、大関陥落後を含めても現役は2場所のみであったが、富岡八幡宮の大関力士碑に刻名されている。
大坂相撲では文政9年（1826年）5月場所まで土俵を務めた。

## 主な成績（江戸）
- 通算成績：7勝10敗1預2休

| 1813年 | x                      | 西大関 3–5–1 1預 |
| 1814年 | 東前頭4枚目 4–5–1 脱退 | x                |
| 各欄の数字は、「勝ち-負け-休場」を示す。 優勝 引退 休場 十両 幕下 三賞：敢=敢闘賞、殊=殊勲賞、技=技能賞 その他：★=金星 番付階級：幕内 - 十両 - 幕下 - 三段目 - 序二段 - 序ノ口 幕内序列：横綱 - 大関 - 関脇 - 小結 - 前頭（「#数字」は各位内の序列） |                        |                  |